# Tórtoles de Esgueva
Tórtoles de Esgueva község Spanyolországban, Burgos tartományban. Tórtoles de Esgueva Palenzuela, Torresandino, Olmedillo de Roa, Roa de Duero, Pedrosa de Duero, Castrillo de Don Juan, Cevico Navero és Antigüedad községekkel határos. Lakosainak száma 387 fő (2024).

## Népesség
A település népessége az utóbbi években az alábbiak szerint változott:
| Lakosok száma | 519  | 529  | 501  | 506  | 501  | 506  | 472  | 448  | 397  | 387  |
|               | 2001 | 2004 | 2006 | 2009 | 2011 | 2014 | 2016 | 2019 | 2021 | 2024 |